# Vincent Byloo
Vincent Byloo (16 december 1981) is een Vlaams radiopresentator voor Radio 1.
De carrière van Byloo bij de VRT startte als radioredacteur bij Radio 1. Vervolgens werd hij nieuwslezer bij Studio Brussel. Hierbij volgden meer en meer programma's. In de zomer van 2013 presenteerde hij wekelijks op zondagmiddag Sixties. In de aanloop naar de Belgische federale verkiezingen 2014 bracht hij een dagelijks themaprogramma Met Byloo naar het Stembureau. Vanaf september 2014 presenteerde hij op Studio Brussel het actuaprogramma Vincent Byloo van 16 tot 18 uur op weekdagen. In december dat jaar was hij een van de presentatoren van Music For Life 2014.
Vanaf september 2016 werd hij in het avondspitsblok vergezeld door presentatrice Eva De Roo en werd het programma herdoopt tot "Byloo & De Roo". Op 14 mei 2018 raakte bekend dat er geen plaats meer was voor de presentator in het zenderschema van Studio Brussel voor het najaar van 2018. Vincent besliste toen om meteen te stoppen als presentator, om zich te focussen op zijn toekomst. Vanaf die dag was hij niet meer te horen in Byloo & De Roo.
Vanaf september 2018 werkt hij terug voor Radio 1. Hij werkte één seizoen op de redactie van het programma van Sofie Lemaire, De wereld van Sofie. Daarin maakte hij reportages en sprak hij als expert over muziek. 
Sinds 2 september presenteert hij het programma Byloo, een actualiteitsmagazine dat elke dag de soundtrack bij die dag speelt.